# Dominio británico

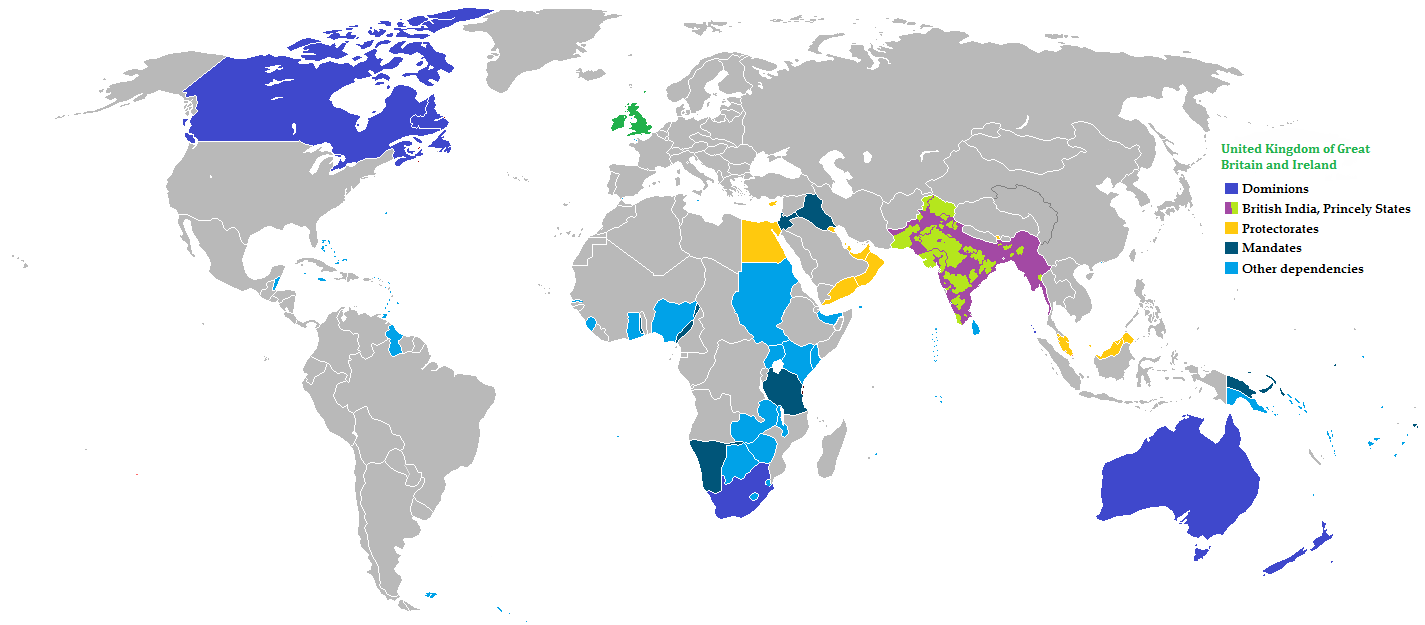
Territorios del Imperio británico en 1920, categorizados por tipo de gobierno. Los dominios en color violeta.

En el derecho anglosajón, un dominio (en inglés dominion) se refiere a un grupo de organizaciones políticas autónomas que se encontraban nominalmente bajo soberanía británica, constituyendo el Imperio británico y la Mancomunidad de Naciones, a finales del siglo XIX. El concepto ha incluido, en momentos diferentes, a Canadá, Australia, Nueva Zelanda, Terranova, Sudáfrica y al Estado Libre Irlandés. Después de 1948, el término fue usado para denotar naciones independientes que mantenían al monarca británico como jefe de Estado, como India, Pakistán, Ceilán (Sri Lanka), Kenia, Jamaica, entre otros. Muchas antiguas colonias, que obtuvieron su independencia después de la Segunda Guerra Mundial, fueron llamadas dominios en sus constituciones de independencia; en muchos casos estos países pronto se volvieron repúblicas, terminando así su consideración de dominios (India, Pakistán, Kenia, Nigeria, por ejemplo).

## Definición

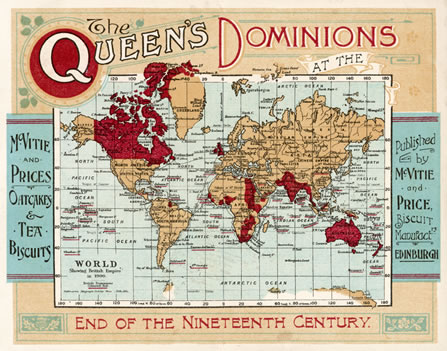
Mapa del Imperio Británico bajo la Reina Victoria al final del siglo diecinueve. Nótese que los "dominios" se referiere a todos los territorios pertenecientes a la Corona.

En el derecho anglosajón inglés, los dominios de la Corona se referían a los reinos y territorios bajo la soberanía de la Corona; por ejemplo, la Orden del Consejo anexando Chipre en 1914 estipulaba que:

the said Island shall be annexed to and form part of His Majesty's Dominions and the said Island is annexed accordingly".

dicha Isla será anexada a y formar parte de los Dominios de Su Majestad y dicha Isla es anexada como corresponde".

El uso de la palabra dominio, para referirse a un territorio particular, data del siglo XVI, y fue usada para describir a Gales desde 1535 hasta alrededor de 1800. Dominio, como título oficial, fue conferido por primera vez a Virginia, cerca de 1660, y al Dominio de Nueva Inglaterra en 1686. Estos dominios nunca tuvieron un estatus semiautónomo o autónomo. Canadá recibió este título en la confederación en 1867 de varias colonias británicas en Norteamérica.
Durante la Conferencia Colonial de 1907 fue la primera vez que  las colonias autónomas de Canadá y la Mancomunidad de Austrialia serían referidas colectivamente como "Dominios". A otras dos colonias autónomas, Nueva Zelanda y Terranova, también les fueron concedidas el título ese año. Fueron seguidas por Sudáfrica (1910) y el Estado Libre Irlandés (1922).
El estatus de Dominio fue oficialmente definido en la Declaración Balfour (1926) y en el Estatuto de Westminster (1931), que reconocían a estos territorios como "Comunidades autónomas dentro del Imperio británico", estableciendo a estos Estados como iguales al Reino Unido, haciéndolos en esencia miembros independientes de la Mancomunidad de Naciones. Después de la Segunda Guerra Mundial, el declive del colonialismo británico llevó a que los Dominios fueran llamados reinos de la Mancomunidad, y el uso de este término disminuyó gradualmente dentro de estos países desde entonces. Sin embargo, aunque fuera de uso, permanece como el título legal de Canadá; más aún, la frase Los dominios de Su Majestad continúa ocasionalmente en el uso legal moderno del RU.

## Desarrollo histórico

### Dominios de ultramar
Dominios originalmente se refería a cualquier posesión del Imperio británico. El título completo de Oliver Cromwell durante su protectorado fue "Lord Protector de la Mancomunidad de Inglaterra, Escocia e Irlanda, y los dominios a esta pertenecientes". En 1660, el Rey Carlos II le dio a la Colonia de Virginia el título de "Dominio" en gratitud por la lealtad de Virginia a la Corona durante la Guerra Civil Inglesa; el estado aún conserva "Viejo Dominio" como su apodo. El nombre también se presentó en el breve Dominio de Nueva Inglaterra (1686-1689). En todos estos casos, dominio implicaba ser un súbdito del Imperio.

### Gobierno responsable

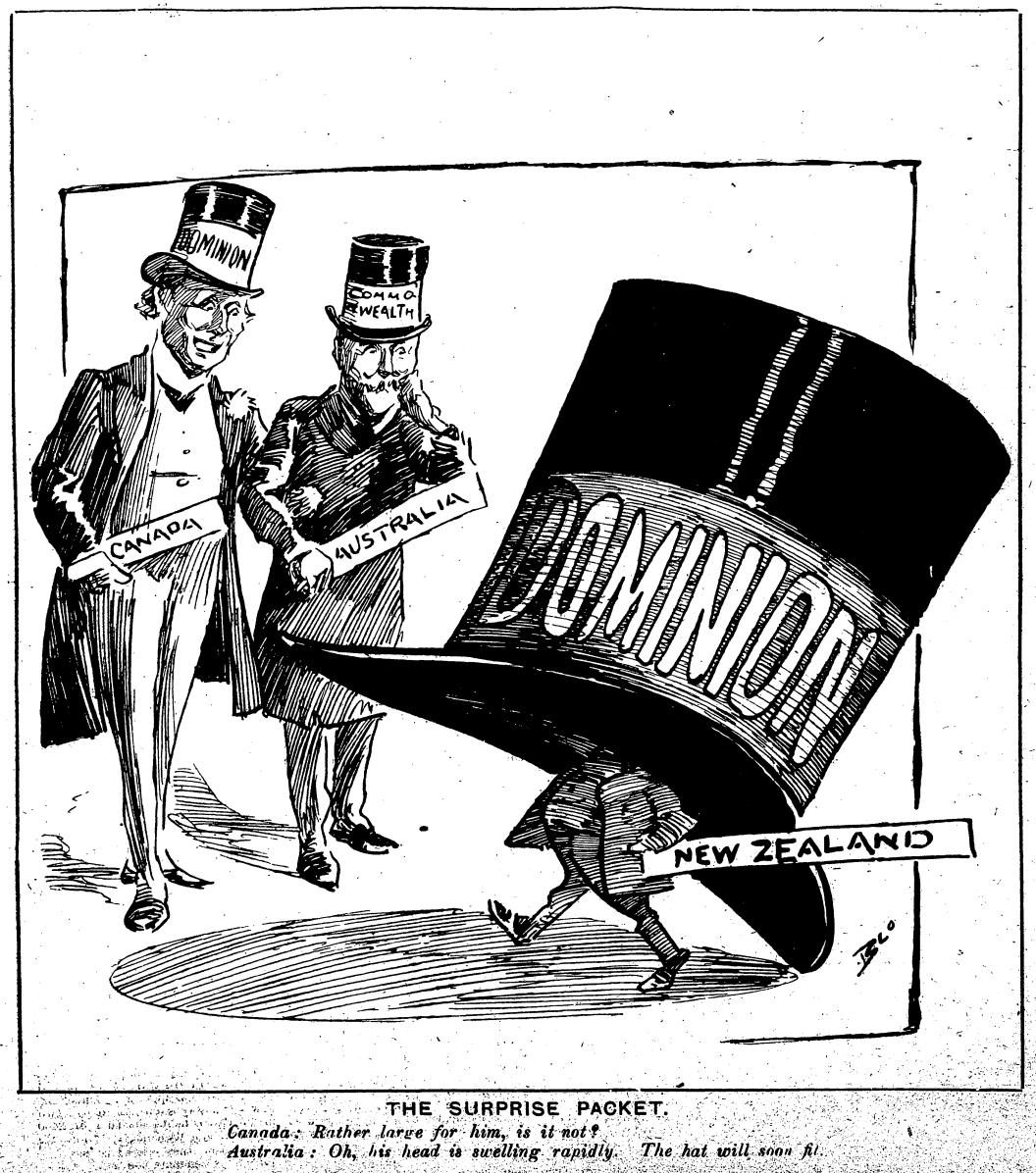
El New Zealand Observer (1907) muestra al primer ministro Joseph Ward como un enano pretencioso bajo un enorme sombrero de copa de 'dominio'. El pie de la ilustración dice: "El paquete sorpresa:"
Canadá: "Algo grande para él, ¿no lo es?"
Australia: "Oh, su cabeza se está hinchando rápidamente. El sombrero pronto le quedará bien".

La base para el estatus de "Dominio" fue el éxito de la autonomía en la forma de "gobierno responsable". El gobierno responsable en las colonias británicas comenzó a aparecer durante la década de 1840 (típicamente con Nueva Escocia como la primera colonia en alcanzarlo a comienzos de 1848) y fue concedido a la mayoría de las principales colonias (Norteamérica británica, Australia y Nueva Zelanda) para 1856. La mayoría de los territorios de la Norteamérica británica fueron unidos en una unión federal entre 1867 y 1873 bajo la autoridad del Acta de la Norteamérica británica que designó a la nueva entidad un "Dominio" (sección 3 del Acta de la Norteamérica británica).
Australia y Nueva Zelanda también fueron designadas dominios en 1907. El Acta de las Constituciones Australianas 1850 creó la maquinaría para las entonces cuatro colonias australianas (Nueva Gales del Sur, Tasmania, Australia Occidental y Australia Meridional) para establecer Parlamentos y gobiernos responsables una vez que se alcanzarán ciertas condiciones. También fijó la separación de Victoria de Nueva Gales del Sur y su condición de colonia separada (lo que ocurrió en 1851) con capacidad similar para obtener autonomía. Nueva Gales del Sur, Victoria, Australia Meridional y Tasmania, junto con Nueva Zelanda, obtuvieron gobierno responsable poco después en 1856; la autonomía para Australia Occidental fue retrasada hasta 1891, principalmente por la continua dependencia financiera de Gran Bretaña. Queensland fue separada de Nueva Gales del Sur y establecida como una colonia separada en 1859. Esto dejó una gran parte del territorio en Australia septentrional técnicamente como parte de Nueva Gales del Sur aunque físicamente separada de ella. Este territorio fue transferido en parte a Queensland y el resto a Australia Meridional en 1863 – la sección Sudaustraliana siendo finalmente transferida a la Mancomunidad de Australia como el Territorio del Norte federal en 1911.
Sudáfrica se constituyó en dominio en 1919. Sus colonias se habían vuelto autónomas antes, siendo la Colonia del Cabo la primera en 1872; esta fue seguida por Natal (1893), Transvaal (1906) y la Colonia del Río Orange (1907).

### Canadá y Confederación
El uso en el siglo XX del término "Dominio" puede ser rastreado hasta la sugerencia de Samuel Leonard Tilley en la Conferencia de Londres de diciembre de 1866, cuando se discutió la confederación de cuatro de las colonias de la Norteamérica británica, Canadá (subsecuentemente las provincias de Ontario y Quebec), Nuevo Brunswick y Nueva Escocia, en "Un Dominio bajo el Nombre de Canadá", la primera federación en el Imperio Británico. La sugerencia de Tilley fue tomada del Salmo 72:8, "¡Dominará de mar a mar, y desde el río hasta los confines de la tierra!", que resuena en el lema nacional "A Mari Usque Ad Mare. El nuevo gobierno canadiense subsecuentemente usó "Dominio de Canadá" para designar a la nueva y más grande colonia. Ni la Confederación ni la adopción del título de Dominio, sin embargo, concedieron mayor autonomía o poderes nuevos al nuevo nivel federal de gobierno. El senador Eugene Forsey documenta que los poderes adquiridos desde los 1840s que establecieron el sistema de Gobierno Responsable serían simplemente transferidos al nuevo gobierno del Dominio:
"Para el momento de Confederación en 1867, este sistema había estado operando en la mayor parte de lo que es ahora Canadá central y oriental por casi 20 años. Los Padres de la Confederación simplemente continuaron el sistema que conocían, el sistema que estaba ya trabajando, y trabajando bien".
El erudito constitucional Andrew Heard establece que la Confederación no cambió legalmente el estatus colonial de Canadá a algo más cercano a su estatus posterior de dominio.
En su inicio en 1867, el estatus colonial de Canadá estaba marcado por una subyugación política y legal a la supremacía imperial británica en todos los aspectos de gobierno - legislativo, judicial, y ejecutivo. El Parlamento Imperial en Westminster podía legislar en cualquier asunto relacionado con Canadá y podía invalidar cualquier legislación local, la corte final de apelación para la litigación canadiense permanece con el Comité Judicial del Consejo Secreto en Londres, el gobernador general tenía un rol substantivo como un representante del gobierno británico, y el máximo poder ejecutivo estaba investido en el monarca británico - quien era aconsejado solo por los ministros británicos en este ejercicio. La independencia canadiense se consiguió cuando cada uno de estas subordinaciones fueron finalmente removidas.
Heard procede a documentar el considerable cuerpo de legislación pasado por el Parlamento británico en la parte final del siglo XIX que mantendría y expandiría su supremacía imperial para restringir a sus colonias, incluyendo el nuevo gobierno del Dominio.
Cuando el Dominio de Canadá fue creado en 1867 se le fueron conferidos poderes de autonomía para ocuparse de todos sus asuntos internos, pero Bretaña mantenía supremacía legislativa total. Esta supremacía imperial podía ser ejercida a través de varias medidas estatutarias. En primer lugar, el Acta de Constitución de 1867 establece en s.55 que el Gobernador General puede reservar cualquier legislación aprobada por las dos Casas del Parlamento para "la significación del placer de Su Majestad", que es determinado de acuerdo a s.57 por la Reina (británica) en Consejo. En segundo lugar, s.56 establece que el Gobernador General debe enviar a "uno de los Principales Secretarios del Estado de Su Majestad" en Londres una copia de cualquier legislación federal que haya sido aprobada; dentro de los dos años a partir de la recepción de esta copia, la Reina (británica) en Consejo puede desestimar un Acta. En tercer lugar, cuatro piezas de legislación imperial restringían las legislaturas canadienses. El Acta de Validez de Leyes Coloniales de 1865 estableció que ninguna ley colonia podría válidamente discrepar sobre, enmendar o revocar legislación Imperial cuya explícitamente o por necesaria implicación aplicara directamente a esa colonia; El Acta de Embarcaciones Mercantes, 1894 así como el Acta de Cortes Coloniales de Almirantazgo, 1890 requirieron la reservación de la legislación del dominio en aquellos tópicos para aprobación por el gobierno británico; y, el Acta de Reservas Coloniales de 1900 estableció la prohibición de legislación del Dominio que el gobierno británico sintiera que pudiera perjudicar a accionistas británicos de títulos fiduciarios del Dominio. Más importante, sin embargo, el Parlamento británico podía ejercer el derecho legar de superación que poseía en el derecho anglosajón para aprobar cualquier legislación de cualquier tema que afectara a las colonias.
Sin embargo, como Heard explica posteriormente, el gobierno británico rara vez invocaba sus poderes sobre la legislación canadiense. De hecho, en el contexto canadiense, los poderes legislativos británicos sobre política interna canadiense fue en gran parte teórica y su ejercicio fue cada vez más inaceptable durante 1870 y 1880. El nacimiento del estatus de dominio y la posterior independencia de Canadá y otra colonias no ocurriría por el otorgamiento de títulos o reconocimiento similar por el Parlamento británico, sino por iniciativas tomadas por gobiernos coloniales para afirmar su independencia y establecer precedentes legales constitucionales.
 Lo que es notable acerca de todo este proceso es que fue alcanzado con un mínimo de enmiendas legislativas. Mucha de la independencia canadiense surgió desde el desarrollo de nuevos arreglos políticos, muchos de los cuales han sido absorbidos en decisiones judiciales que interpretan la constitución - con o sin reconocimiento explícito. El paso de Canadá desde ser una parte integral del Imperio británico hasta ser un miembro independiente de la Mancomunidad suntuosamente ilustra la manera en que las reglas constitucionales fundamentales han evolucionado a través de la interacción de la convención constitucional, la ley internacional, y el estatuto municipal y la norma por precedentes judiciales.

### La Conferencia Colonial de 1907
Asuntos de autonomía colonial se volcaron en asuntos internacionales con la segunda guerra bóer (1899-1902). Las colonias autónomas contribuyeron significativamente a los esfuerzos británicos para detener la insurrección, pero se aseguraron de establecer las condiciones para la participación en estas guerras. Los gobiernos coloniales repetidamente actuaron para asegurar que ellos determinaran el alcance de la participación de sus pueblos en las guerras imperiales en el aumento militar para la Primera Guerra Mundial.
La asertividad de las colonias autónomas fue reconocida en la Conferencia Colonial de 1907, que implícitamente introdujo la idea del Dominio como una colonia autónoma refiriéndose a Canadá y a Australia como Dominios. También retiró el nombre "Conferencia Colonial" y mandaba que reuniones tendrían lugar regularmente para consultar a los Dominios sobre la administración de los asuntos exteriores del imperio.
La Colonia de Nueva Zelanda, que escogió no formar parte en la federación australiana, rápidamente se volvió el Dominio de Nueva Zelanda el 26 de septiembre de 1907; Terranova se volvió un Dominio el mismo día. La recientemente creada Unión de Sudáfrica también sería referida como un Dominio en 1910.

### La Primera Guerra Mundial y el Tratado de Versalles

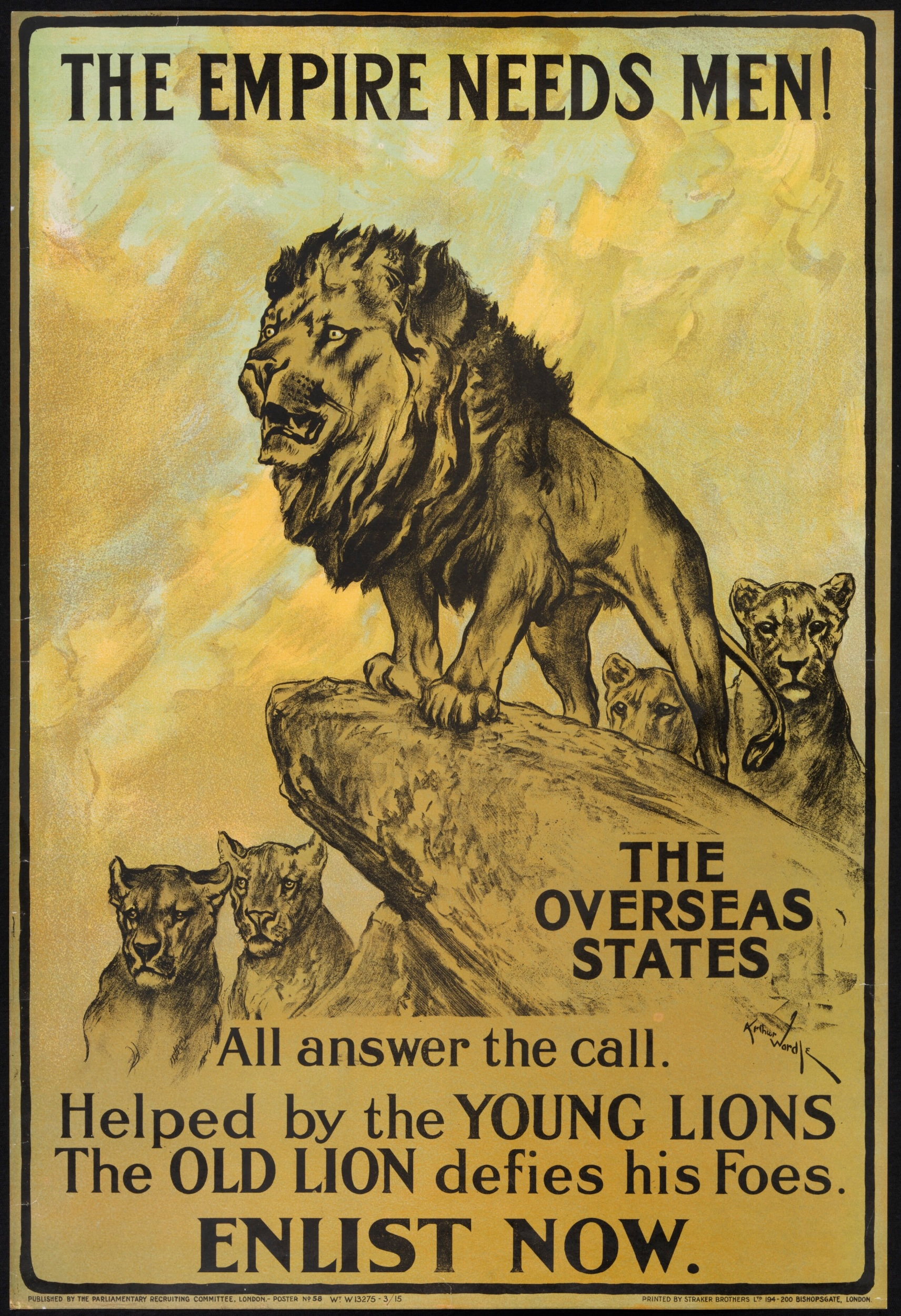
El Comité Parlamentario de Reclutamiento produjo este afiche para la Primera Guerra Mundial. Diseñado por Arthur Wardle, el afiche insta a los hombres de los Dominios del Imperio británico para alistarse en la guerra.

Las iniciativas y contribuciones de las colonias británicas al esfuerzo de guerra británico en la Primera Guerra Mundial fueron reconocidos por el Reino Unido de Gran Bretaña e Irlanda con la creación del Gabinete Imperial de Guerra en 1917, que les dio voz y voto en el desenvolvimiento de la guerra. El estatus de dominio como Estados autónomos, opuesto a títulos simbólicos otorgados a varias colonias británicas, debería esperar hasta 1919 cuando los dominios autónomos firmaron el Tratado de Versalles independientemente del gobierno británico y fueron miembros distintos de la Liga de Naciones. Esto terminó el estatus puramente colonial de los dominios.
"La Primera Guerra Mundial terminó el periodo puramente colonial en la historia de los Dominios. SU contribución militar al esfuerzo aliado les dio derecho a igualdad de reconocimiento con otros pequeños Estados y una voz en la formación de políticas. Este derecho fue reconocido dentro del Imperio con la creación del Gabinete Imperial de Guerra en 1917, y dentro de la comunidad de naciones por las firmas de los Dominios en el Tratado de Versalles y por representación separada de los Dominios en la Liga de Naciones. En esta manera los "Dominios autónomos", como eran llamados, surgieron como miembros principiantes de la comunidad internacional. Su estatus desafiaba análisis exactos de abogados internacionales y constitucionales, pero era claro que ya no debían ser considerados simplemente como colonias del Reino Unido de Gran Bretaña e Irlanda"'.'

### El Estado Libre Irlandés
Después de la Guerra Anglo-Irlandesa, el Estado Libre Irlandés mantuvo al mismo monarca como jefe de Estado, representado localmente por un Gobernador General designado en conferencia con el gobierno del Dominio. El Estado Libre Irlandés, dirigido por W. T. Cosgrave, fue el primer Dominio en designar a un Gobernador General no británico, ni aristócrata, cuando Timothy Michael Healy ocupó el cargo en 1922. El estatus de Dominio nunca fue popular en el Estado Libre Irlandés/Irlanda, donde la gente lo veía como una medida para cuidar las apariencias para el gobierno británico incapaz de tolerar una república en lo que había sido antes el Reino Unido de Gran Bretaña e Irlanda. Los sucesivos gobiernos irlandeses minaron los lazos constitucionales con Gran Bretaña, hasta que fueron completamente cortados en 1949. En 1936 Irlanda adoptó, casi simultáneamente, tanto una nueva constitución que incluía poderes para el presidente de Irlanda y una ley confirmando el rol del rey como jefe de Estado en relaciones exteriores.
En 1930, el primer ministro Australiano, James Scullin, reforzó el derecho de los Dominios de ultramar para designar gobernadores generales nativos cuando aconsejó al Rey Jorge V que designara a Sir Isaac Isaacs como su representante en Australia, contra los deseos de la oposición y oficiales en Londres.

### La Segunda Declaración Balfour y el Estatuto de Westminster
La Declaración Balfour de 1926 y el subsecuente Estatuto de Westminster de 1931 restringieron la facultad de Gran Bretaña para aprobar o afectar leyes fuera de su propia jurisdicción. Significativamente, fue Gran Bretaña quien inició el cambio para completar la independencia de los Dominios. La Primera Guerra Mundial había dejado a Gran Bretaña cargada de enormes deudas y la Gran Depresión había reducido aún más las posibilidades para pagar la defensa de su imperio. A pesar de la opinión popular de los imperios, los Dominios más grandes eran reacios a dejar la protección de la entonces superpotencia. Por ejemplo, muchos canadienses sentían que el formar parte del Imperio británico era la única cosa que había evitado que fueran absorbidos por los Estados Unidos.
Hasta 1931, Terranova era referida como una colonia en el Reino Unido, como por ejemplo, en la referencia de 1927 del Comité Judicial del Consejo Privado para delinear la frontera Quebec-Labrador. La autonomía completa fue concedida por el parlamento del Reino Unido con el Estatuto de Westminster en diciembre de 1931. Sin embargo, el gobierno de Terranova "solicitó al Reino Unido no tener las secciones 2 a 6[&mdash:]confirmando estatus de Dominio[m&dash:]aplicadas automáticamente a ella[,] hasta que la Legislatura de Terranova aprobara antes el Estatuto, aprobación que la Legislatura subsecuentemente nunca dio". En cualquier caso, la patente real de Terranova de 1934 suspendió la autonomía e instituyó una "Comisión de Gobierno", que continuó hasta que Terranova se convirtió una provincia de Canadá en 1949. Es la opinión de algunos abogados constitucionalistas que&mdash:aunque Terranova escogió no ejercer todas las funciones de un Dominio como Canadá&mdash:su estatus como un Dominio fue "suspendido" en 1934, mas no "revocado" o "abolido".
Canadá, Australia, Nueva Zelanda, Terranova y Sudáfrica (antes de volverse una república y dejar la Mancomunidad en 1961), con sus grandes poblaciones de ascendencia europea, eran a veces conocidas colectivamente como los "Dominios Blancos". Hoy Canadá, Australia, Nueva Zelanda y el Reino Unido son referidos a veces como "Mancomunidad Blanca".[cita requerida]
El Reino Unido y sus partes componentes nunca aspiraron al título de "Dominio", permaneciendo anómalos dentro de la red de miembros iguales libres e independientes del imperio y la Mancomunidad. Sin embargo, esta idea ha sido propuesta en ocasiones por algunos en Irlanda del Norte como una alternativa a una Irlanda Unida si se sienten incómodos dentro del Reino Unido.

## Los Dominios

### Australia
Cuatro colonias de Australia habían disfrutado de gobierno responsable desde 1856: Nueva Gales del Sur, Victoria, Tasmania y Australia Meridional. Queensland tuvo gobierno responsable poco después de su fundación en 1859, pero, debido a la continua dependencia financiera en Bretaña, Australia Occidental fue la última colonia australiana en obtener autonomía en 1890. Durante los años 1890, las colonias votaron para unirse y en 1901 fueron federadas bajos la Corona británica como la Mancomunidad de Australia por el Acta de la Constitución de la Mancomunidad de Australia. La Constitución de Australia había sido preparada en Australia y aprobada por consentimiento popular. Por lo tanto Australia es uno de los pocos países establecidos por voto popular. Bajo la segunda Declaración Balfour, el gobierno federal era considerado igual a (y no subordinado a) los gobiernos británico y de otros dominios, y esto fue reconocido de forma legal en 1942 (cuando el Estatuto de Westminster fue adoptado retroactivamente al comienzo de la Segunda Guerra Mundial 1939). Los gobiernos de los Estados (llamados colonias antes de 1901) permanecieron bajo la Mancomunidad pero mantuvieron lazos vestigiales al Parlamento británico hasta la aprobación del Acta de Australia de 1986 así volviéndose plenamente independiente.

### Canadá

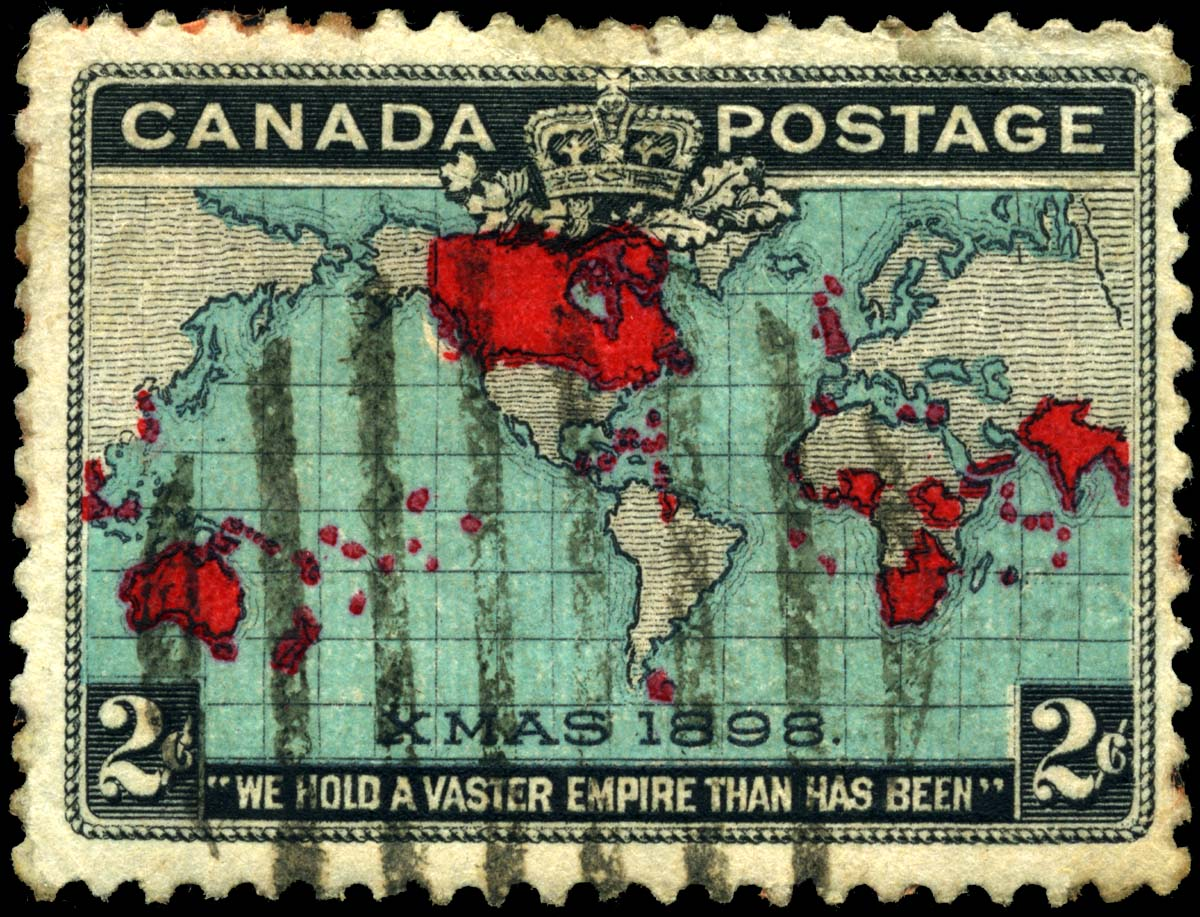
Estampilla Postal del Dominio de Canadá, 1898.

Dominio es el título legal conferido a Canadá en la Constitución de Canadá, a saber el Acta Constitucional de 1867 (Acta de la Norteamérica británica), y describe la unión política resultante. Específicamente, el preámbulo del Acta de la NAB (enlace roto disponible en Internet Archive; véase el historial, la primera versión y la última). indica:
"Mientras que las Provincias de Canadá, Nueva Escocia y Nuevo Brunswick han expresado su Deseo de ser unidas federalmente en Un Dominio bajo la Corona del Reino Unido de Gran Bretaña e Irlanda, con una Constitución similar en Principio a aquella del Reino Unido…"
y, más aún, las secciones 3 y 4 indican que las provincias:
[…] deberán formar y ser Un Dominio bajo el Nombre de Canadá; y en y después de ese Día esas Tres Provincias deberán formar y ser Un Dominio bajo ese Nombre como corresponde.
A menos que sea de otra manera expresado o insinuado, el Nombre Canadá deberá ser tomado como significando Canadá como está constituido bajo esta Acta.
El uso del término Dominio de Canadá fue sancionado como el nombre político formal del país en 1867 y antedata el uso general del término 'dominio' como fue aplicado a otras regiones del Imperio británico en 1907.
A veces ignorado es el uso del término Dominio para caracterizar una impopular y efímera (1686-1689) confederación endilgado sobre varias colonias británicas -el "Dominio de Nueva Inglaterra".
Algunos aun leen la aprobación del Acta de la NAB como especificando esta frase - en lugar de Canadá solamente - como el nombre. El término Dominio de Canadá no aparece en el acta de 1867 ni en el Acta Constitucional de 1982 pero aparece en el Acta Constitucional de 1871, otros textos contemporáneos, y billetes subsecuentes. Referencias al Dominio de Canadá en actas posteriores, tales como el Estatuto de Westminster, no clarifican el punto porque todos los sustantivos iniciaban formalmente con mayúscula en el estilo legislativo británico. En efecto, en el texto original del Acta de la NAB, "Un" y "Nombre" también tenían mayúsculas.
A partir de los cincuenta, el gobierno federal comenzó a retirar paulatinamente el uso de Dominio, que había sido usado ampliamente como un sinónimo de "federal" o "nacional" tales como "edificio del Dominio" para una oficina postal, "relaciones Domino-provinciales", y así sucesivamente. El último cambio importante fue el nombramiento del día festivo del Día del Dominio al Día de Canadá en 1982. Las leyes de bilingüismo también contribuyeron al desuso de dominio, pues no hay equivalente aceptable en francés.
Aunque el término puede encontrarse en documentos oficiales, y el Campanero del Dominio aun suene en la Colina del Parlamento, este es raramente usado para distinguir el gobierno federal de las provincias o (históricamente) Canadá antes y después de 1867. Sin embargo, el gobierno federal continua produciendo publicaciones y materiales educativos que especifican la actualidad de estos títulos oficiales.
Los defensores del título Dominio — incluyendo a los monárquicos quienes ven signos de progresivo republicanismo en Canadá y encuentran alivio en el hecho de que el Acta Constitucional de 1982 no menciona y por lo tanto no remueve el título, y que una enmienda constitucional sería requerida para cambiarlo.
La palabra Dominio ha sido usada con otras agencias, leyes, y roles:
- Campanero del Dominio - persona responsable por tocar el carillón en la Torre de la Paz desde 1916
- Día del Dominio (1867-1982) - día festivo marcando el día nacional de Canadá; hoy llamado el Día de Canadá
- Observatorio del Dominio (1905-1970) - observatorio meteorológico en Ottawa; ahora usado como la Oficina de Eficiencia de Energía, Rama de Energía, Recursos Naturales Canadá
- Acta de Tierras del Dominio (1872) - acta de tierras federales; revocado en 1918
- Departamento de Estadísticas del Dominio (1918-1971) - sustituido por Estadística Canadá
- Policía del Dominio (1867-1920) - fusionado para formar la Real Policía Montada de Canadá o del francés Gendarmería Real del Canadá (RCMP/GRC)
- Observatorio Astrofísico del Dominio (1918-1975); ahora operado como el Consejo Nacional de Investigación (Canadá) Instituto Herzberg de Astrofísica
- Observatorio Radio Astrofísico del Dominio (1960-presente); ahora operado por el Consejo Nacional de Investigación (Canadá)
- Asociación de Rifles del Dominio de Canadá fundada en 1868 e incorporada por un Acta del Parlamento en 1890

El Banco Toronto-Dominion (fundado como el Banco Dominion en 1871 y más tarde fusionado con el Banco de Toronto), la Compañía General de Seguros del Dominio de Canadá (fundada en 1887), el Instituto Histórica-Dominion (creado en 1997), y Dominion Stores (fundadas en 1927, llamadas Metro Stores comenzando en agosto de 2008) son corporaciones canadienses notables no afiliadas con el gobierno que han usado Dominio como parte de su nombre corporativo.

### Ceilán/Sri Lanka
Ceilán, que, como una colonia de la corona, fue originalmente prometida "estatus completamente responsable dentro de la Mancomunidad británica de naciones", le fue concedida la independencia como un Dominio en 1948. En 1972 adoptó una constitución republicana para convertirse en la República Libre, Soberana e Independiente de Sri Lanka. Por una nueva constitución en 1978, se volvió la República Democrática Socialista de Sri Lanka.

### Estado Libre Irlandés/Irlanda
El Estado Libre Irlandés fue un Dominio británico entre 1922 y 1949. Durante la década de 1930 los irlandeses dejaron de participar en las conferencias y eventos de la Mancomunidad. En 1937 el pueblo irlandés estableció un nuevo estado con el nombre Irlanda bajo una nueva constitución. Sin embargo, el Reino Unido y otros miembros de la Mancomunidad continuaron viendo a Irlanda como un dominio debido al rol inusual acordado al Monarca británico bajo el Acta de Relaciones Exteriores irlandés. En última instancia, sin embargo, los Oireachtas de Irlanda aprobaron el Acta de la República de Irlanda que entraron en vigor en 1949 e inequívocamente terminó los lazos de Irlanda con el monarca británico y la Mancomunidad.
En el establecimiento del Estado Libre Irlandés el 6 de diciembre de 1922, con estatus de dominio parecido a Canadá, se tomaron precauciones para que Irlanda del Norte se uniera al nuevo dominio pero con el derecho de no hacerlo. Sin embargo, como se esperaba en ese momento, el día después de la firma del Tratado Anglo-Irlandés, el Parlamento de Irlanda del Norte escogió, bajo los términos de ese tratado, "no hacerlo".

### India y Pakistán
India adquirió gobierno responsable en 1909, a través del primer Parlamento no se reunió hasta 1919. India y Pakistán se separaron como dominios independientes en 1947. India se volvió una república en 1950 y Pakistán adoptó una forma republicana de gobierno en 1956.

### Nueva Zelanda
El Acta Constitucional de Nueva Zelanda 1852 le dio a la colonia de Nueva Zelanda su propio Parlamento (Asamblea General) y autonomía política en 1852. En 1907 Nueva Zelanda fue proclamada como Dominio de Nueva Zelanda. Nueva Zelanda, Canadá y Terranova de hecho han usado la palabra dominio en el título oficial de la nación, mientras que Australia utilizó el nombre Mancomunidad de Australia y Sudáfrica uso el nombre Unión de Sudáfrica. Nueva Zelanda adoptó el Estatuto de Westminster en 1947 y en el mismo año, la legislación fue aprobada en Londres lo que le daba a Nueva Zelanda poderes completos para enmendar su propia constitución. En 1986, el parlamento de Nueva Zelanda aprobó el Acta Constitucional de 1986 que revocó el Acta Constitucional de 1852 así volviéndose independiente del Reino Unido.

### Sudáfrica
La Unión de Sudáfrica fue formada en 1910 por las cuatro colonias autónomas del Cabo de Buena Esperanza, Natal, Transvaal y el Estado Libre de Orange (las últimas dos fueron antiguas repúblicas bóeres). El Acta de Sudáfrica de 1909 estableció un Parlamento consistiendo de un Senado y una Casa de Asamblea. Las provincias tendrían sus propias legislaturas. En 1961, la Unión de Sudáfrica adoptó una nueva constitución, dejó la Mancomunidad, y se convirtió en la actual República de Sudáfrica.

### Terranova
La colonia de Terranova disfrutó de gobierno responsable desde 1855 a 1934. Estaba entre las colonias que sería declaradas dominios en 1907. Siguiendo las recomendaciones de la Comisión Real, el gobierno parlamentario fue suspendido en 1934
. En 1949, el Dominio de Terranova se unió a Canadá y la legislatura fue reestaurada.

## Rodesia del Sur
Rodesia del Sur fue un caso especial en el Imperio británico. Aunque nunca fue un dominio, era tratado como un dominio en muchos aspectos. Rodesia del Sur fue creada en 1923 de los territorios de la Compañía de la Sudáfrica británica. Fue creada como una colonia autónoma con autonomía substancial en el modelo de los dominios. Sin embargo, las autoridades imperiales en Londres continuaban manteniendo poderes directora sobre asuntos locales. Rodesia del Sur no era incluida como uno de los territorios que fueron mencionados en el Estatuto de Westminster de 1931 aunque los asuntos relacionados con Rodesia del Sur eran administrados en Londres a través de la Oficina de Dominios en lugar de la Oficina Colonial. Cuando los dominios fueron tratados por primera vez como países extranjeros por Londres para los propósitos de inmunidad diplomática en 1952, Rodesia del Sur también fue incluida en la lista de territorios concernientes. El estatus de semidominio continuó en Rodesia del Sur aún por los diez años, 1953-1963, cuando fue unida con Rodesia del Norte y Nyasalandia en la Federación del África Central, aunque los otros dos mantuvieron su estatus como protectorados británicos. Cuando a Rodesia del Norte se le concedió independencia en 1964 adoptó el nuevo nombre de Zambia, y Rodesia del sur simplemente regresó al nombre de Rodesia. Rodesia unilateralmente declaró independencia del RU en 1965 como resultado de ser presionado para aceptar los principios de gobierno de mayoría negra. Este estado de DUI (declaración unilateral de independencia) fue considerado en Londres como ilegal, sanciones fueron aplicadas, y Rodesia fue expulsada de la zona esterlina. Sin embargo, Rodesia continuó su constitución de estilo de dominio hasta 1970, y continuó emitiendo pasaportes británicos a sus ciudadanos. Estos pasaportes británicos de emisión Rodesia solo eran reconocidos por Portugal y Sudáfrica. En el periodo de 1965 a 1970, el gobierno rodesio continuó su lealtad al Soberano a pesar de estar en un estado de rebelión contra el gobierno de Su Majestad en Londres. Sin embargo, en 1970, Rodesia finalmente decidió adoptar una constitución republicana y en 1980 se le otorgó independencia legal del RU después de la transición al gobierno de mayoría negra. El nuevo nombre de Zimbabue fue adoptado entonces.

## Relaciones exteriores
Inicialmente, la Oficina de Asuntos Exteriores del Reino Unido condujo las relaciones exteriores de los Dominios. Una sección de Dominios fue creada dentro de la Oficina Colonial para este propósito en 1907. Canadá instaló su propio Departamento de Asuntos Exteriores en junio de 1909, pero las relaciones diplomáticas de otros gobiernos continuaron operando a través de gobernadores generales, Altos Comisionados de Dominio en Londres (primero designado por Canadá en 1880; Australia siguió hasta 1910), y legiones británicas en el extranjero. Bretaña consideró que su declaración de guerra contra Alemania en agosto de 1914 se extendía a todos los territorios del Imperio sin necesidad de consulta, ocasionando disgusto en círculos oficiales canadienses y contribuyendo a una breve insurrección antibritánica por militantes Afrikáners en Sudáfrica más tarde en el mismo año. Una Misión Canadiense de Guerra en Washington D. C. trataba con asuntos de suministro desde febrero de 1918 hasta marzo de 1921.
Aunque los dominios no habían tenido voz formal al declarar la guerra, cada uno se convirtió en un signatorio separado del Tratado de Versalles de junio de 1919, que había sido negociado por una delegación imperial unida liderada por Bretaña. En septiembre de 1922, la renuencia de los dominios para apoyar la acción militar británica contra Turquía influyó en la decisión británica para buscar un acuerdo de compromiso. La autonomía diplomática siguió en poco tiempo, con el Tratado Halibut entre Canadá y los Estados Unidos (marzo de 1923) marcando la primera vez que un acuerdo internacional había sido negociado y concluido totalmente de manera independiente por un dominio. La Sección de Dominios de la Oficina Colonial fue elevada en junio de 1926 a una Oficina de Dominios separada; sin embargo, inicialmente, esta oficina era dirigida por la misma persona que dirigía la oficina del Secretario de Estado para las Colonias.
El principio de igualdad de los Dominios con Bretaña e independencia de sus relaciones exteriores fue reconocido formalmente en la Declaración Balfour, adoptada en la Conferencia Imperial de noviembre de 1926. La primera misión diplomática permanente de Canadá en un país extranjero abrió en Washington D. C. en 1927. En 1928, Canadá obtuvo la designación de un alto comisionado británico en Ottawa, separando las funciones administrativas y diplomáticas del gobernador-general y terminando el rol anómalo de este como representante del gobierno británico en relaciones entre los dos países. La Oficina de Dominios tuvo un secretario de estado en junio de 1930, aunque fue enteramente debido a razones políticas locales dada la necesidad de aligerar la carga de un ministro enfermo mientras se separaba a otro de la política del desempleo. La Declaración Balfour fue enriquecida por el Estatuto de Westminster de 1931 cuando fue adoptado por el Parlamento británico y subsecuentemente ratificado por las legislaturas de los dominios.
La declaración de Bretaña de hostilidades contra la Alemania Nazi el 3 de septiembre de 1939 puso a prueba el tema. La mayoría tomaron la posición que la declaración no comprometía a los Dominios. Irlanda prefirió permanecer neutral. En el otro extremo, el gobierno conservador australiano de la época, liderado por Robert Menzies, consideró que, dado que Australia no había adoptado el Estatuto de Westminster, estaba obligada legalmente por la declaración de guerra del RU – que también había sido la posición tomada en la Primera Guerra Mundial – aunque esto fue polémico en Australia. Entre estos dos extremos, Nueva Zelanda declaró que como Bretaña era o estaría en guerra, también ella lo estaba. Esto fue, sin embargo, un asunto de política más que de necesidad legal. Canadá emitió también su propia declaración de guerra después de una reunión del Parlamento, así como Sudáfrica después de un retraso de varios días (Sudáfrica el 6 de septiembre, Canadá el 10 de septiembre). Irlanda, que había negociado la retirada de las fuerzas británicas de su territorio el año anterior, decidió permanecer neutral durante la guerra. Pronto hubo signos de creciente independencia desde los otros Dominios: Australia abrió una misión diplomática en los Estados Unidos en 1940, así como Nueva Zelanda en 1941, y la misión de Canadá en Washington ganó estatus de embajada en 1943.

## De Dominios a reinos de la Mancomunidad

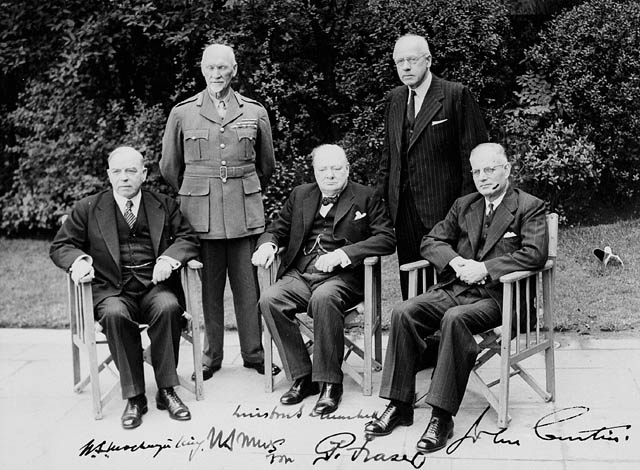
Los primeros ministros de Bretaña y los cuatro principales dominios en la Conferencia de Primeros Ministros de la Mancomunidad. De izquierda a derecha: William Lyon Mackenzie King (Canadá); Jan Smuts (Sudáfrica); Winston Churchill (RU); Peter Fraser (Nueva Zelanda); John Curtin (Australia).

Inicialmente, los Dominios conducían su propia política comercial, algunas relaciones internacionales limitadas y tenían fuerzas armadas autónomas, aunque el gobierno británico reclamaba y ejercía el poder exclusivo para declarar guerras. Sin embargo, después de la aprobación del Estatuto de Westminster el idioma de dependencia de la Corona del Reino Unido cesó, donde la Corona misma no era más referida como la Corona de ningún lugar particular sino simplemente como "la Corona". Arthur Berriedale Keith, en Discursos y Documentos de los Dominios Británicos 1918-1931, declaró que "los Dominios son Estados soberanos internacionales en el sentido de que el Rey con respecto a cada uno de Sus Dominios (con excepción de Terranova) es un Estado tal en los ojos de la ley internacional". Después de entonces, esos países que eran previamente conocidos como "Dominios" se volvieron reinos independientes donde el soberano ya no reina como el monarca británico sino como monarca de cada nación en su propio derecho, y son considerados igual al RU y a los otros.
La Segunda Guerra Mundial, que minó el de por sí ya debilitado liderazgo comercial y financiero de Bretaña, aflojó aún más los lazos políticos entre Bretaña y los Dominios. La acción sin precedentes del primer ministro australiano John Curtin (febrero de 1942) de revocar exitosamente una orden del primer ministro británico Winston Churchill de que tropas australianas fueran desviadas para defender a la Birmania controlada por los británicos (la 7.ª División estaba entonces en camino desde el Medio Oriente hasta a Australia para defenderse en contra de una esperada invasión japonesa) demostró que los gobiernos de los Dominios ya no deberían subordinar sus propios intereses nacionales a las perspectivas estratégicas británicas. Para asegurar que Australia tuviera poder legal total para actuar independientemente, particularmente con relación a sus asuntos exteriores, la industria de la defensa y operaciones militares, y para validar su pasada acción independiente en estas áreas, Australia formalmente adoptó el Estatuto de Westminster en octubre de 1942 y antedató la adopción al inicio de la guerra en septiembre de 1939.
La Oficina de Dominios se unió con la Oficina de India como la Oficina de Relaciones de la Mancomunidad tras la independencia de la India y Pakistán en agosto de 1947. El último país en ser oficialmente hecho un Dominio fue Ceilán en 1948. El término "Dominio" salió del uso general a partir de entonces. Irlanda cesó de ser un miembro de la Mancomunidad el 1 de abril de 1949, después de la proclamación del Acta de la República de Irlanda. Esto formalmente señalaba el fin de la conexión constitucional común de las antiguas dependencias a la Corona británica. La India también adoptó una constitución republicana en enero de 1950. A diferencia de muchas dependencias que se volvieron repúblicas, Irlanda nunca se reintegró a la Mancomunidad y accedió a aceptar al Monarca británico como jefe de la asociación de estados independientes.
La independencia de los reinos separados fue enfatizada después del acceso de la Reina Isabel II en 1952, cuando fue proclamada no solo como Reina del Reino Unido, sino también como Reina de Canadá, Reina de Australia, Reina de Nueva Zelanda, de todos sus otros "reinos y territorios" etc. Esto también reflejaba el cambio de Dominio a reino; en la proclamación de los nuevos títulos de la Reina Isabel II en 1953, la frase "de sus otros Reinos y Territorios", reemplazó "Dominios" con otra palabra francesa medieval con la misma connotación, "reino" (de royaume). Así, recientemente, cuando se refierían a uno de esos dieciséis países dentro de la Mancomunidad de Naciones que compartían al mismo monarca, el término Monarquía en la Mancomunidad de Naciones|reino de la Mancomunidad]] se ha vuelto de uso común en lugar de Dominio para diferenciar a las naciones de la Mancomunidad que continúan compartiendo al monarca como jefe de Estado (Australia, Canadá, Nueva Zelanda, Jamaica, etc.) de aquellos que no lo hacían (India, Pakistán, Sudáfrica, etc.). El término "Dominio" se puede encontrar aun en la Constitución de Canadá donde aparece numerosas veces; sin embargo, es por mucho un vestigio del pasado, pues el gobierno canadiense no lo usa de manera activa (ver la sección Canadá). El término '"reino" no aparece en la constitución canadiense. El uso actual prefiere el término reino porque incluye al Reino Unido también, enfatizando la igualdad, y ninguna nación siendo subordinada de ninguna otra. Dominio, sin embargo, como título, técnicamente permanece un término que puede ser usado en referencia a aquellos países autónomos dentro de la Mancomunidad de Naciones, aparte del Reino Unido mismo, que están en unión personal con el Reino Unido.
El idioma genérico de dominio, sin embargo, no cesó en relación con el soberano. Fue, y es, usado para describir a aquellos territorios en los que el monarca ejercita su soberanía, la frase dominios de Su Majestad siendo un término legal y constitucional usado para referirse a todos los reinos y territorios del soberano, sea independiente o no. Así, por ejemplo, el Acta de Irlanda de 1949 británica reconoció que la República de Irlanda había "cesado de ser parte de los dominios de Su Majestad". Cuando a los territorios dependientes que nunca habían sido anexados (los que no eran colonias de la Corona), pero habían sido protectorados o fideicomisos (de las Naciones Unidas), se les otorgó independencia, el acta del Reino Unido que concedía la independencia siempre declaraba que tal territorio "deberá formar parte de los dominios de Su Majestad"; volviéndose parte del territorio en los que la Reina ejerce soberanía, no solamente suzeranía.
Muchas de las características distintivas que alguna vez pertenecieron solo a los Dominios son ahora compartidas por otros Estados en la Mancomunidad, no importa si son repúblicas, reinos independientes, colonias autónomas o colonias de la Corona. Aun en un sentido histórico las diferencias entre las colonias y Dominios autónomos han sido a menudo formales más que substanciales.

### Lista de Dominios
| País                                              | Desde | Hasta | Estatus |
| ------------------------------------------------- | ----- | ----- | --- |
| Canadá                                            | 1867  | 1953  | Continúa como un reino y miembro de la Mancomunidad de Naciones. El término "Dominio" se le otorgó como título del país en Constitución de 1867 y se mantuvo con la patriación de la Constitución en 1982, pero ha caído en desuso.                                                                                              |
| Australia                                         | 1901  | 1953  | Continúa como un reino y miembro de la Mancomunidad de Naciones. |
| Nueva Zelanda                                     | 1907  | 1953  | Continúa como un reino y miembro de la Mancomunidad de Naciones. |
| Terranova                                         | 1907  | 1949  | Después de que la gobernanza volviera al control directo desde Londres en 1934, se convirtió en una provincia de Canadá bajo la Ley de la Norteamérica británica de 1949 (ahora Ley de Terranova) aprobada en el parlamento del Reino Unido, el 31 de marzo de 1949, antes de la Declaración de Londres del 28 de abril de 1949. |
| Sudáfrica                                         | 1910  | 1953  | Continuó como un reino de la Mancomunidad de Naciones hasta que se convirtió en una república en 1961 bajo la Ley de la Constitución de la República de Sudáfrica de 1961, aprobada por el Parlamento de Sudáfrica. |
| Estado Libre Irlandés (1922–37) Irlanda (1937–49) | 1922  | 1949  | El vínculo con la monarquía cesó con la aprobación de la Ley de la República de Irlanda de 1948, que entró en vigor el 18 de abril de 1949 y declaró que el estado era una república. |
| India                                             | 1947  | 1950  | La Unión de la India (con la adición de Sikkim en 1978) se convirtió en una república federal después de que su constitución entró en vigor el 26 de enero de 1950. |
| Pakistán                                          | 1947  | 1956  | Continuó como un reino de la Mancomunidad hasta 1956, cuando se convirtió en una república bajo el nombre de "República Islámica de Pakistán". |
| Ceilán                                            | 1948  | 1972  | Continuó como un reino de la Mancomunidad hasta 1972, cuando se convirtió en una república bajo el nombre de "Sri Lanka". |